# 헬메티아
헬메티아(학명: Helmetia)는 캄브리아기(울리우절)에 출현한 멸종한 절지동물의 하나이다. 헬메티아속의 모식종으로 헬메티아 엑스판사(학명: H. expansa)가 캐나다의 버지스 셰일에서 발견되었다. 두 번째 종으로 추정되는 헬메티아 파스티가타(Helemita ? fastigata)는 체코 공화국의 인체층(Jince Formation)에서 발견되었다.

## 연구사 및 분류
화석은 희귀하고 잘 밝혀져 있지 않다. 헬메티아속은 1918년 월콧이 기재한 것으로 재검토되지 않았지만, 1990년대에 간략히 재고해 여러 분기 분석에 포함되었다. 다른 헬메티아류들(쿠아마이아 등)처럼 우지류 내에 있는 삼엽충의 가장 가까운 친척 중 하나로 복수의 계통 분석으로 분석한 집단인 합배아강의 일부로 분류되었다.

## 특징

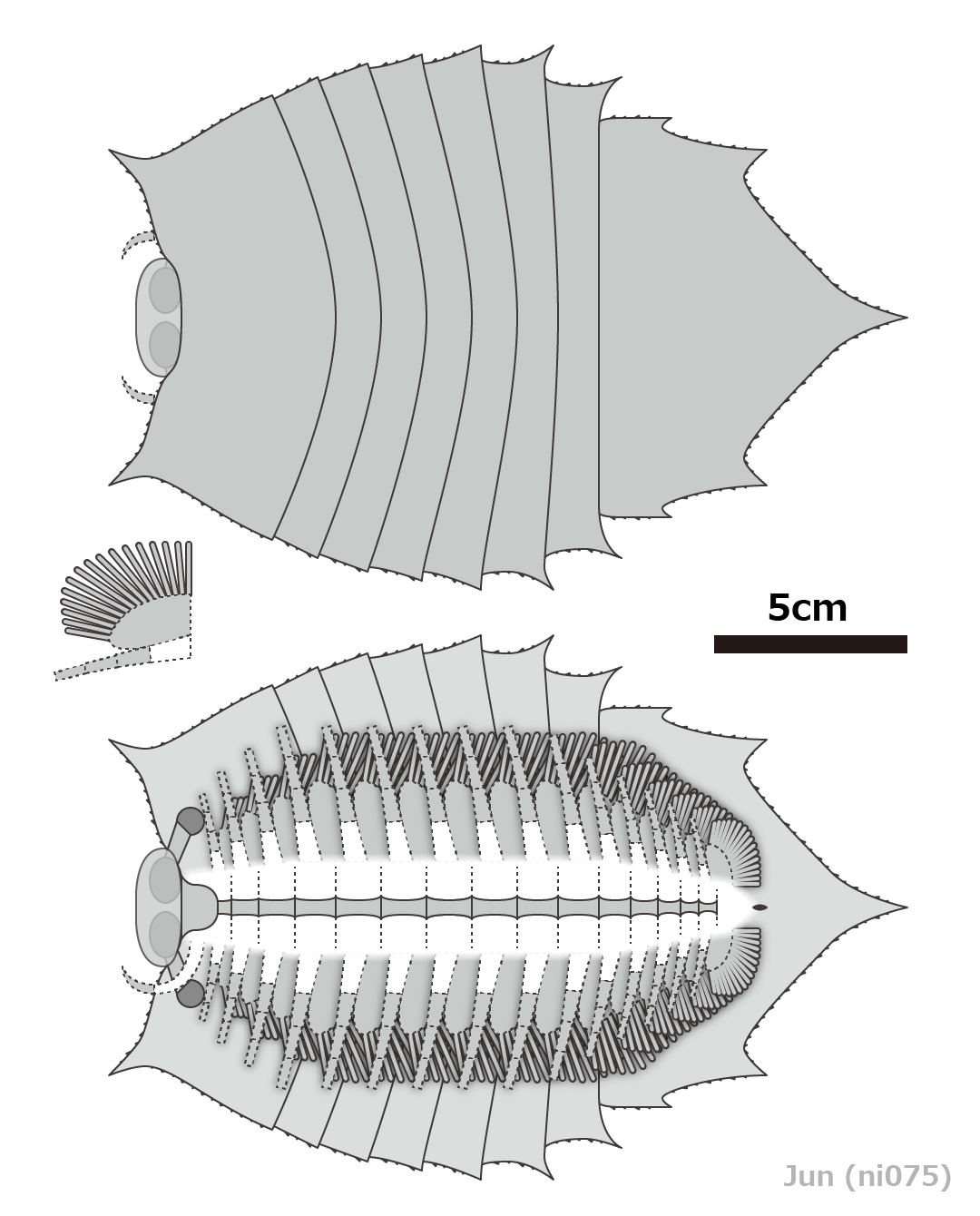
구조 모식도

헬메티아의 가장 완전한 화석표본의 경우 몸길이는 19cm이다. 몸 전체가 넓적하고 외골격이 얇아 납작하다. 잎 모양의 등 외골격 (등판)은 사다리꼴의 머리(머리방패)와 여섯 마디의 가슴, 그리고 가장자리에 5개의 가시가 돋은 삼각꼴의 배끝마디(꼬리방패)로 나뉘어진다. 삼엽충과는 달리 머리방패의 앞쪽 가장자리는 오목하며 각각의 앞모퉁이에 가시가 하나씩 달린다. 머리방패 아래에 가려져 있는 자루 형태의 옆눈 두 개 앞으로, 머리방패의 가운데앞에 두 개의 가운뎃눈처럼 생긴 전방 기관이 위치한 타원형의 앞경판이 있다. 다른 아래쪽 구조물들은 헬메티아가 원래 섬질의 다리(겉다리)만 달려있는 유영성 현탁섭식자로 여겨지기 때문에 제대로 기술되어 있지는 않다. 그러나 이 흔적들은 여타 우지류처럼 안다리(보행지)를 지니고 있음을 시사하며, 그런 다리가 서른 개 정도 달려 있었을 것이다.(머리에 서너 쌍이 위치하는데, 그 중 네 번째 다리는 머리와 가슴의 경계부에 위치하며, 가슴마디에 다리가 한 쌍씩 달리고 배끝마디에는 적어도 5쌍의 다리가 달린다) 부속지 제일 첫 번째 쌍 (더듬이)은 아직 발견되지 않았다.

## 더 읽어보기
- Stephen Jay Gould (1989). 《Wonderful Life: The Burgess Shale and the Nature of History》. W. W. Norton & Company. Bibcode:1989wlbs.book.....G.
- Xian-Guang Hou; Richard J. Aldridge; Jan Bergström; David J. Siveter; Derek J. Siveter; Feng Xiang-Hong (2004). 《The Cambrian Fossils of Chengjiang, China: The Flowering of Early Animal Life》. John Wiley & Sons. ISBN 978-1-4051-0673-3.